# Associazione Sportiva Sorrento 1970-1971
Questa voce raccoglie le informazioni riguardanti il Sorrento nelle competizioni ufficiali della stagione 1970-1971.

## Divise
| Casa |

## Organigramma societario
Area direttiva
- Presidente:  Achille Lauro

Area tecnica
- Allenatore:  Giancarlo Vitali

## Rosa
| N. |                   | Ruolo | Calciatore           |
| -- | ----------------- | ----- | -------------------- |
|    | Italia (bandiera) | P     | Antonio Gridelli     |
|    | Italia (bandiera) | P     | Francesco Moscarella |
|    | Italia (bandiera) | D     | Giuseppe Bruscolotti |
|    | Italia (bandiera) | D     | Luigi Calonaci       |
|    | Italia (bandiera) | D     | Roberto Cicivizzo    |
|    | Italia (bandiera) | D     | Antonino Fiorile     |
|    | Italia (bandiera) | D     | Edmondo Lorenzini    |
|    | Italia (bandiera) | D     | Franco Mamilovich    |
|    | Italia (bandiera) | D     | Paolo Moretto        |
|    | Italia (bandiera) | D     | Giuseppe Nazzi       |
|    | Italia (bandiera) | C     | Davide Biasini       |
|    | Italia (bandiera) | C     | Roberto Forzelin     |

| N. |                   | Ruolo | Calciatore         |
| -- | ----------------- | ----- | ------------------ |
|    | Italia (bandiera) | C     | Antonio Furlan     |
|    | Italia (bandiera) | C     | Bruno Majella      |
|    | Italia (bandiera) | C     | Gilberto Noletti   |
|    | Italia (bandiera) | C     | Biagio Savarese    |
|    | Italia (bandiera) | C     | Antonino Silvestri |
|    | Italia (bandiera) | A     | Tommaso Angrisani  |
|    | Italia (bandiera) | A     | Paolino Bozza      |
|    | Italia (bandiera) | A     | Pietro Costantino  |
|    | Italia (bandiera) | A     | Catello Esposito   |
|    | Italia (bandiera) | A     | Carmine Nevola     |
|    | Italia (bandiera) | A     | Gennaro Sportiello |

## Calciomercato
| Acquisti | Acquisti             | Acquisti      | Acquisti |
| R.       | Nome                 | da            | Modalità |
| -------- | -------------------- | ------------- | -------- |
| D        | Giuseppe Bruscolotti | Pollese       |          |
| D        | Paolo Moretto        | Battipagliese |          |
| A        | Carmine Nevola       | Pro Vesuvio   |          |
| A        | Gennaro Sportiello   | Napoli        |          |